# Louis Paul Lochner

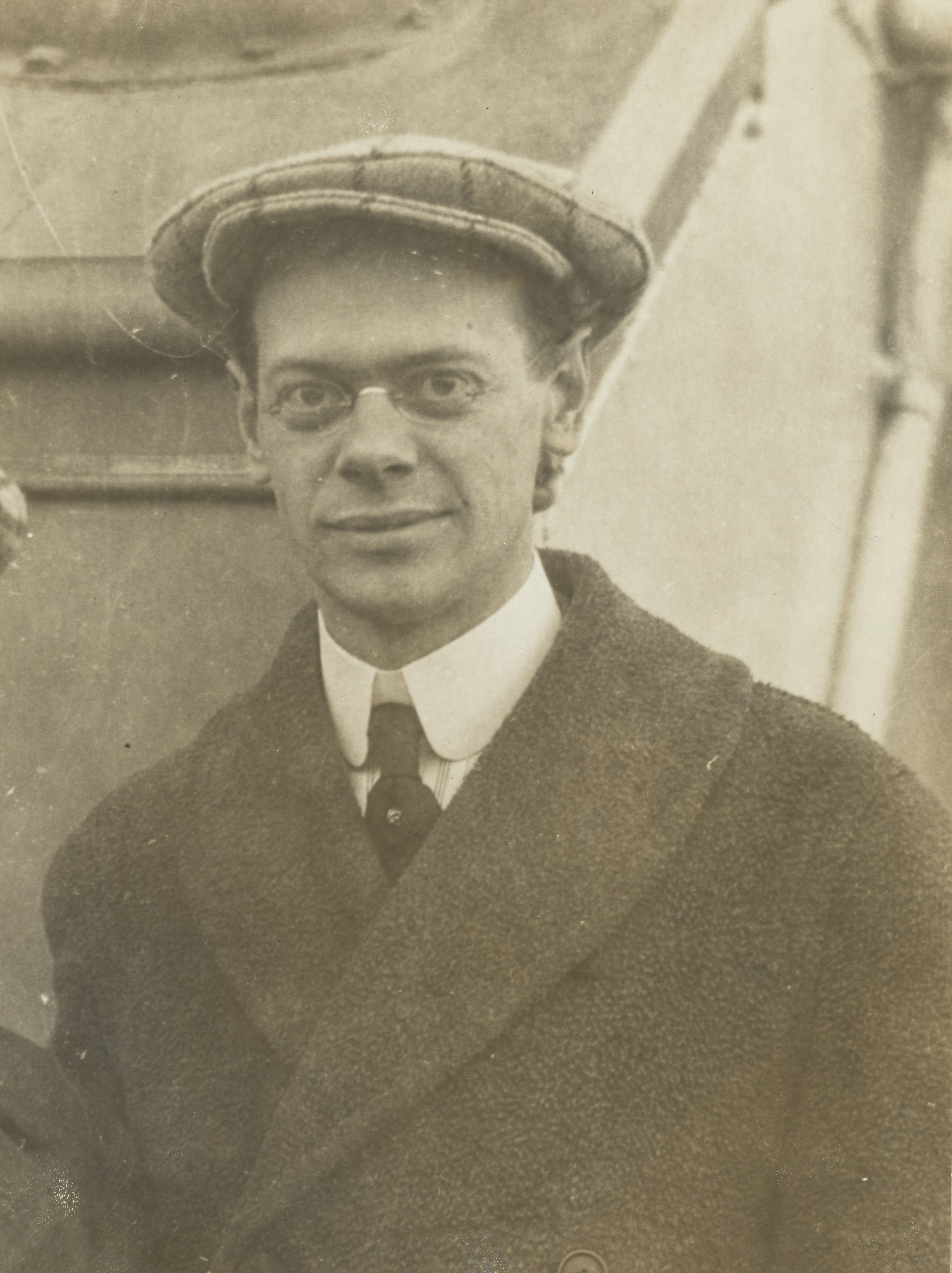
Louis P. Lochner

Louis Paul Lochner (* 22. Februar 1887 in Springfield, Illinois; † 8. Januar 1975 in Wiesbaden) war ein US-amerikanischer Journalist und Autor zahlreicher Bücher.

## Leben
Lochner kam im Januar 1921 als Deutschland-Korrespondent der Gewerkschaftskorrespondenz The Federated Press nach Berlin. Im Mai 1924 wechselte er in derselben Funktion in das Berliner Büro der Associated Press (AP), das er 1928 bis 1942 leitete. Er war ein Kommentator der NS-Zeit und kritischer Freund Deutschlands mit Verbindung zum Widerstand und auch Kriegsberichterstatter. Nach dem Krieg war er Gegner des Morgenthau-Plans und initiierte eine private Hilfsaktion für Deutsche. Später wählte er Wiesbaden als seinen Alterssitz.
Lochner war Präsident des Übersee-Presse-Clubs in New York. Darüber hinaus hat er zahlreiche Bücher verfasst, übersetzt und herausgegeben.

## Die Mächtigen und der Tyrann
In diesem Buch stellte Lochner bei der Frage, ob die Großindustrie der NSDAP zur Macht verholfen habe, die deutschen Industriellen als Opfer der Nationalsozialisten, als Nazigegner und moralisches Gewissen des neuen Nachkriegsdeutschlands dar. Der Historiker Jonathan Wiesen ermittelte im Jahr 2001, dass das Buch auf Initiative des Krupp-Direktors Tilo von Wilmowsky entstand und durch einen von Alfried Krupp von Bohlen und Halbach organisierten Fonds von deutschen Industriellen finanziert wurde. In einem Brief schlug Wilmowsky vor, das Geld über eine amerikanische Deckaddresse zu zahlen. Lochners Recherchen begannen mit einem Brainstorming mit Rechtsberatern von Krupp, und man vermittelte ihm Interviews mit Industriellen. Zwischen Juli 1952 und Februar 1953 sprach dabei Lochner mit Hunderten Führern der Industrie und Personen des öffentlichen Lebens. Das fertige Manuskript legte Lochner Anwälten von Krupp vor, die es an andere Industrielle zur Genehmigung sandten.

## Auszeichnungen
- 1939 Pulitzer-Preis für Korrespondenz (Correspondence)
- 1956 Bundesverdienstkreuz 1. Klasse

## Schriften (Auswahl)
- Die staatsmännischen Experimente des Autokönigs Henry Ford. (Aus d. Engl. übertr. von Albert Markwitz). Mit einigen Gedanken von Maxim Gorki. (Aus d. Russ. übers. von Marie Budberg-Zakrevsky). Verlag f. Kulturpolitik, München 1923
- Amerikanische Berichterstattung, amerikanisches Nachrichtenwesen. (Vortrag), Friederichsen, de Gruyter & Co., Hamburg 1931
- What about Germany? Hodder and Stoughton, London 1943
- (als Hrsg.:) Goebbels, Joseph: Tagebücher aus den Jahren 1942 – 43. Mit andern Dokumenten hrsg. von Louis P. Lochner. Atlantis Verl., Zürich 1948
- The Goebbels diaries, 1942-1943. Verlag: Doubleday, New York 1948
- Fritz Kreisler. The Macmillan Co., New York 1951; deutsche Ausgabe: Bergland-Verlag, Wien 1957
- Stets das Unerwartete. Erinnerungen aus Deutschland 1921 – 1953. Vom Verf. autor. dt. Übers. u. Bearb. durch Günther Birkenfeld. Schneekluth, Darmstadt 1955
- Die Mächtigen und der Tyrann. Die deutsche Industrie von Hitler bis Adenauer. Einzige, vom Verf. autor. dt. Ausg., besorgt von Theodor Büchner unter Mitarb. von J. K. Thiel; Schneekluth, Darmstadt 1955
- Always the unexpected. A book of reminiscences. The Macmillan Co., New York 1956
- Herbert Hoover and Germany. Macmillan Co., New York 1960
- Herbert Hoover und Deutschland. (übersetzt aus d. Amerikan.), Boldt, Boppard am Rhein 1961